# Jug and Sonny
Jug and Sonny è un album di Gene Ammons e Sonny Stitt, pubblicato dalla Chess Records nel 1960.

## Tracce
Lato A
1. You're Not the Kind of a Girl – 2:40 (Will Hudson) – Registrato il 3 maggio 1951 a Chicago (Illinois)
2. I Cover the Waterfront – 2:37 (Edward Heyman, Johnny Green) – Registrato il 3 maggio 1951 a Chicago (Illinois)
3. Full Moon – 2:40 (Gene Ammons) – Registrato l'8 gennaio 1950 a Chicago (Illinois)
4. Jam for Boopers – 5:03 (Gene Ammons) – Registrato il 12 ottobre 1948 a Chicago (Illinois)
5. Don't Do Me Wrong – 2:47 (Jimmy Mundy) – Registrato nell'agosto 1950 a Chicago (Illinois)

Lato B
1. Don't Worry About Me – 2:40 (Rube Bloom, Ted Koehler) – Registrato il 3 maggio 1951 a Chicago (Illinois)
2. Baby, Won't You Please Say Yes – 2:44 (John Burton) – Registrato il 3 maggio 1951 a Chicago (Illinois)
3. Cha Bootie – 2:47 (Jimmy Mundy) – Registrato l'8 gennaio 1950 a Chicago (Illinois)
4. Tenor Eleven – 2:50 (Gene Ammons) – Registrato il 2 maggio 1950 a Chicago (Illinois)
5. The Last Mile – 2:44 (Gene Ammons) – Registrato l'8 gennaio 1950 a Chicago (Illinois)

## Musicisti
Brani A1, A2, B1 e B2
- Gene Ammons - sassofono tenore (brani: A1 e B2)
- Sonny Stitt - sassofono tenore (brani: A2 e B1)[2]
- Junior Mance - pianoforte
- Gene Wright - contrabbasso
- Teddy Stewart - batteria

Brani A3, B3 e B5
- Gene Ammons - sassofono tenore
- Jesse Miller - tromba
- Matthew Gee - trombone
- Junior Mance - pianoforte
- Leo Blevins - chitarra
- Leroy Jackson - contrabbasso
- Wesley Landers - batteria

Brano A4
- Gene Ammons - sassofono tenore
- Tom Archia - sassofono tenore
- Christine Chatman - pianoforte
- Leroy Jackson - contrabbasso
- Wesley Landers - batteria

Brano A5
- Gene Ammons - sassofono tenore
- Sonny Stitt - sassofono baritono
- Bill Massey - tromba
- Matthew Gee - trombone
- Charlie Bateman - pianoforte
- Gene Wright - contrabbasso
- Wesley Landers - batteria